# Лаурі Нямі
Лаурі Намі (англ. Lauri Nämi, нар. Естонія) — естонський стронгмен. У 2008, 2009 та 2010 роках посідав друге місце у змаганні за звання Найсильнішої людини Естонії.